# Bretagne (couraçado)
O Bretagne foi um couraçado operado pela Marinha Nacional Francesa e a primeira embarcação da Classe Bretagne, seguido pelo Provence e Lorraine. Sua construção começou em julho de 1912 no Arsenal de Brest e foi lançado ao mar em abril do ano seguinte, sendo comissionado na frota francesa em fevereiro de 1916. Era armado com uma bateria principal composta por dez canhões de 340 milímetros montados em cinco torres de artilharia duplas, tinha um deslocamento de mais de 26 mil toneladas e alcançava uma velocidade máxima de mais de vinte nós.
O navio entrou em serviço no meio da Primeira Guerra Mundial e passou todo o seu tempo no conflito dando cobertura para Barragem de Otranto a fim de conter a Marinha Austro-Húngara, porém nunca entrou em ação. Foi modernizado no período entreguerras, quando recebeu novos dispositivos de controle de disparo, teve suas caldeiras substituídas e armamento antiaéreo fortalecido, entre outras alterações. Passou a maior parte de seu serviço nas décadas de 1920 e 1930 realizando treinamentos e cruzeiros de rotina tanto no Mar Mediterrâneo quanto no Oceano Atlântico.
Com o início da Segunda Guerra Mundial em setembro de 1939, o Bretagne foi brevemente usado para caçar navios alemães atacando comboios Aliados no Atlântico. A Alemanha derrotou os franceses na Batalha da França em junho de 1940, época em que o couraçado estava atracado em Mers-el-Kébir. A Marinha Real Britânica, temendo que os navios franceses fossem tomados pelos alemães, atacou a frota no loca em julho de 1940. O Bretagne foi atingido quatro vezes e afundou, matando a maior parte da tripulação. Seus destroços foram desmontados na década de 1950.

## Características

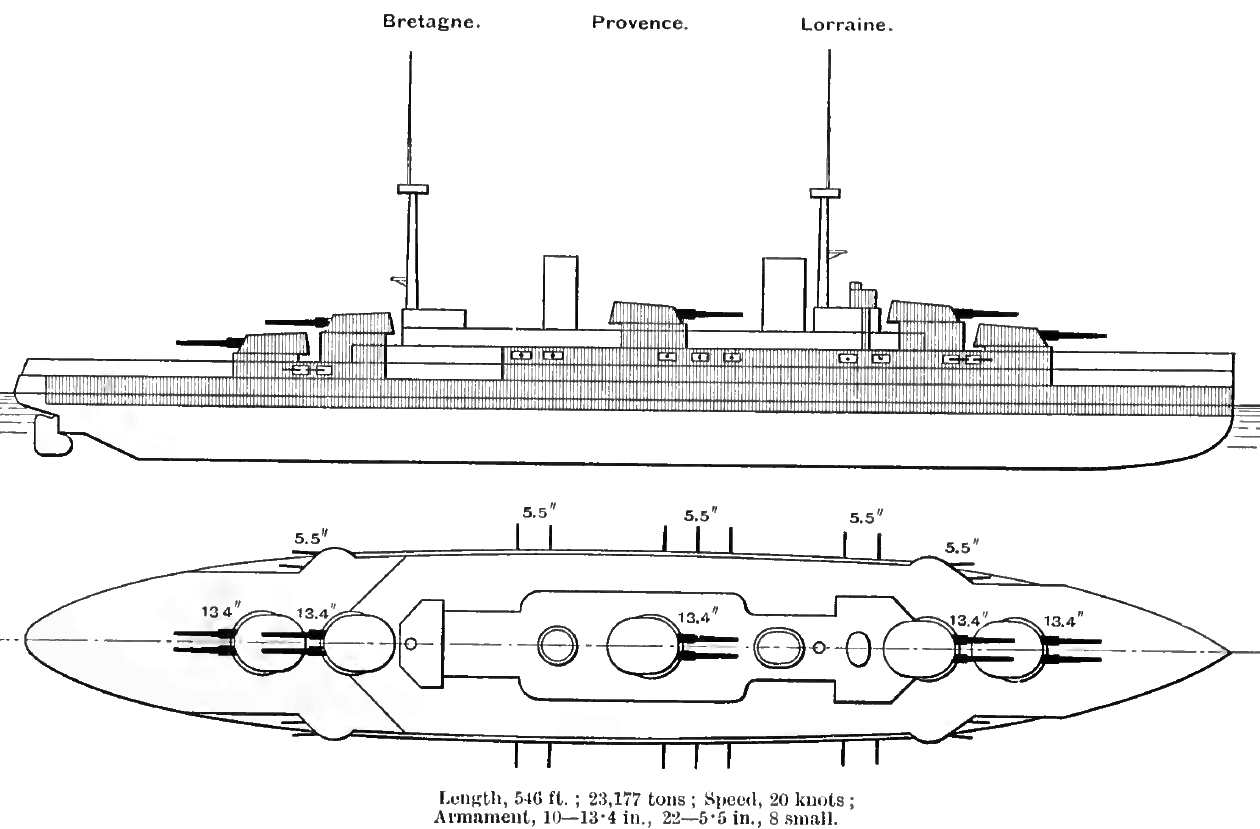
Desenho da classe Bretagne

A classe Bretagne foi projetada como uma versão melhorada da predecessora classe Courbet, com um armamento mais poderoso, mas o tamanho limitado das diques secos franceses forçou as torres a ficarem mais próximas das extremidades dos navios, afetando negativamente sua navegabilidade. Os navios tinham 166 metros comprimento de fora a fora, tinha uma boca de 27 metros e um calado médio de 9,1 metros. Tinham um deslocamento normal de 23 936 toneladas e um deslocamento carregado 26 600. Sua tripulação era normalmente composta por 34 oficiais e 1 159 homens, mas aumentava para 42 oficiais e 1 208 tripulantes quando servia como capitânia. O navio era movido por dois conjuntos de turbinas a vapor Parsons fabricados sob licença, cada uma girando uma hélice,  usando vapor fornecido de vinte e quatro caldeiras Niclausse. As turbinas tinham uma potência indicada de 28 mil cavalos-vapor e foram projetadas para uma velocidade máxima de 21 nós (38,9 quilômetros por hora), mas nenhum dos navios excedeu 20,6 nós (38,2 km/h) durante seus testes no mar. Eles carregavam carvão e óleo combustível suficientes para lhes dar um alcance de 4 700 milhas náuticas (8 700 quilômetros) a uma velocidade de 10 nós (18,5 quilômetros por hora).
A bateria principal consistia em dez canhões Modelo 1912 de 340 milímetros montados em cinco torres de artilharia duplas, numeradas de um a cinco da frente para trás. Duas ficavam sobrepostas na proa, uma à meia-nau as duas últimas sobrepostas na popa. O armamento secundário consistia em vinte e dois canhões Modelo 1910 de 138 milímetros em casamatas ao longo do casco. Também carregava dois canhões Modelo 1902 de 47 milímetros montados na superestrutura de vante. Cinco armas mais antigas de 47 milímetros foram colocadas no teto de cada torre de artilharia para treinamento subcalibre antes de entrarem em serviço. Também estava armado com quatro tubos de torpedo submersos de 450 milímetros e podiam armazenar de vinte a 28 minas abaixo do convés. O cinturão à linha d'água variava em espessura de 140 a 250 milímetros e era mais espesso à meia-nau. As torres de artilharia eram protegidas por trezentos milímetros de blindagem, e placas de 160 milímetros protegiam as casamatas. O convés blindado curvo tinha quarenta milímetros de espessura na parte plana e setenta milímetros nas extremidades. A torre de comando tinha laterais e frente de 266 milímetros.

## Carreira

### 1912-1923

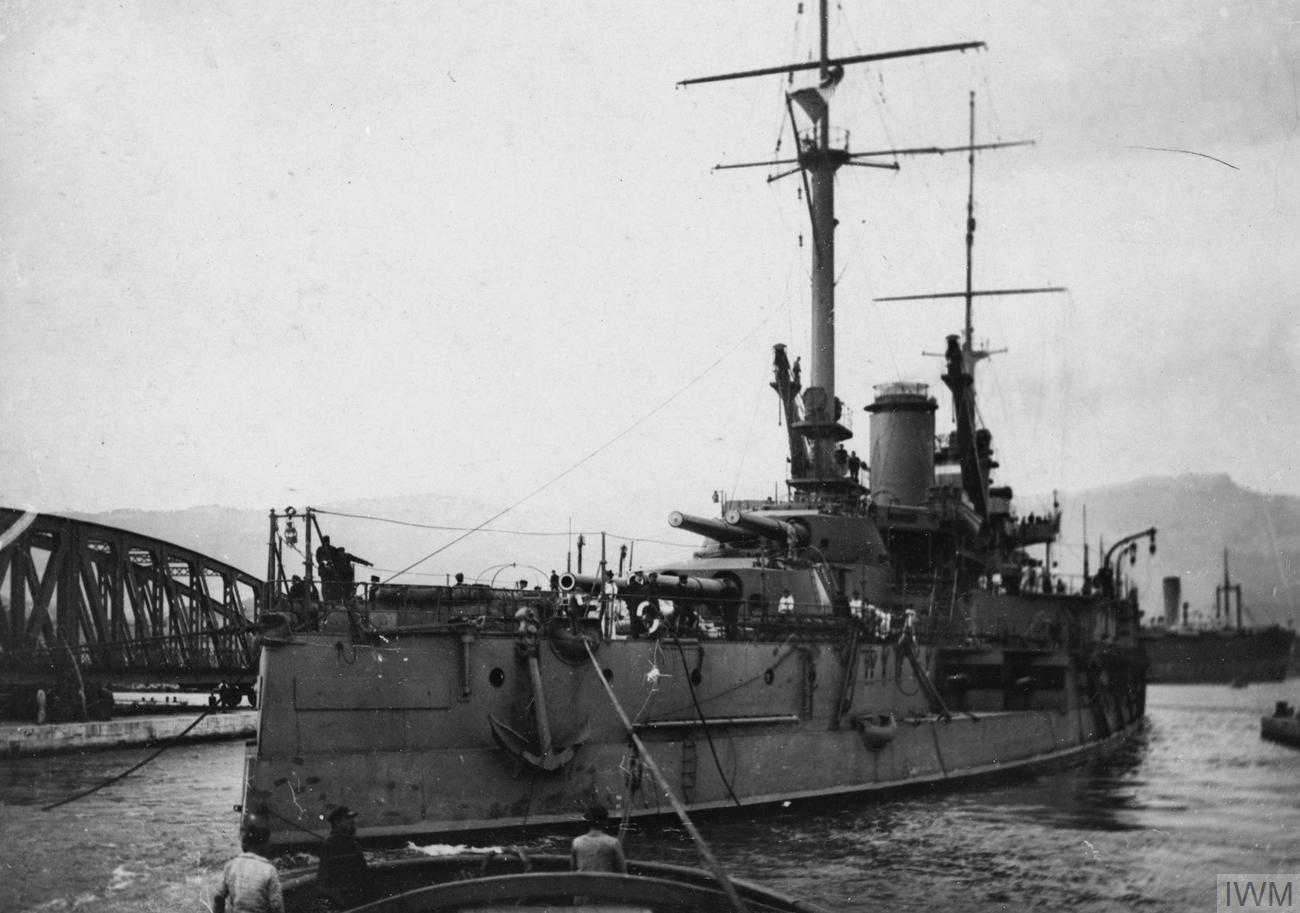
Bretagne no porto de Toulon, 23 de outubro de 1916

O navio foi encomendado em 1 de maio de 1912 e recebeu o nome em homenagem à província da Bretanha. O batimento de quilha do Bretagne ocorreu em 22 de julho de 1912 no Arsenal de Brest, foi lançado ao mar em 21 de abril de 1913, concluído em 29 de novembro de 1915 e comissionado na frota em 10 de fevereiro de 1916. Após entrar em serviço, ele foi designada para a 1ª Divisão da 1ª Esquadra de Batalha e se tornou a capitânia do vice-almirante Dominique-Marie Gauchet, comandante da esquadra, em 10 de maio. Eles passaram a maior parte do tempo em Corfu para impedir que a frota austro-húngara tentasse sair do Adriático. Eles também apoiaram a Barragem de Otranto, uma barreira erguida para bloquear os submarinos alemães e austro-húngaros que operavam no Mediterrâneo. A presença da frota também tinha como objetivo intimidar a Grécia, que se tornara cada vez mais hostil à Tríplice Entente. Mais tarde na guerra, homens foram recrutados de sua tripulação para navios de guerra antissubmarino. Como os austro-húngaros permaneceram em grande parte no porto durante toda a guerra, o Bretagne não viu nenhuma ação durante o conflito. Na verdade, ele não deixou o porto durante todo o ano de 1917, devido a uma grave escassez de carvão em Corfu. Os canhões de 47 milímetros Modelo 1902 foram substituídos por um par de canhões de 75 milímetros modelo 1897 em montagens antiaéreas em 1918. O Bretagne retornou a Toulon após o fim da guerra em novembro.
O couraçado passou por uma longa reforma, de 12 de junho de 1919 a 18 de outubro de 1920. Isso incluiu modificações em suas torres de armas, o que aumentou a elevação de seu armamento principal de 12° para 18° e, portanto, seu alcance máximo. Os quatro canhões de 138 mm à frente foram removidos, e suas casamatas foram fechadas com chapas, pois só podiam ser operados em boas condições climáticas—em mares agitados, a água frequentemente invadia os canhões. Os canhões AA de 75 milímetros foram substituídos por quatro canhões AA Modelo 1918 de 75 milímetros montados no centro do navio. O mastro de proa foi substituído por um mastro tripé, e o mastro principal foi encurtado para permitir que o navio utilizasse um balão cativo tipo kite. Um diretor de controle de fogo Vickers, equipado com um telêmetro de 3,66 metros, foi instalado no topo do mastro tripé; outros dois telêmetros de 2 metros foram adicionados, um de cada lado da  superestrutura, para os canhões de 138 mm. Plataformas de decolagem foram instaladas nos tetos das Torres 2 e 4, mas não tiveram sucesso. O Bretagne tornou-se novamente a capitânia da Esquadra do Mediterrâneo em 6 de junho de 1921, quando o vice-almirante Henri Salaun içou sua bandeira a bordo. O couraçado acompanhou seu navio-irmão Provence até Le Havre para uma revisão naval naquele mês. Eles retornaram a Toulon em setembro. Durante este período, o tenente de vaisseau Paul Teste usou o Bretagne em uma série de experimentos de bombardeio de mergulho. O Bretagne e o couraçado France receberam o encouraçado britânico Queen Elizabeth e o cruzador rápido Coventry durante uma visita ao porto de Villefranche de 18 de fevereiro a  1º de março de 1922. Os dois navios de guerra franceses realizaram um exercício de artilharia em 28 de junho usando o antigo navio de guerra austro-húngaro Prinz Eugen como alvo e o afundaram. Em 18 de julho, Bretagne, France e o couraçado Paris iniciaram um cruzeiro visitando portos franceses no Golfo da Biscaia e no Canal da Mancha. Na noite de 25/26 de agosto, o France atingiu uma rocha desconhecida ao entrar em Quiberon e afundou várias horas depois. Bretagne e Paris conseguiram resgatar todos os tripulantes, exceto três. Durante um exercício de treinamento, o Bretagne encalhou brevemente no canal de Bizerte, na Tunísia, em 22 de junho de 1923, mas não foi danificado. O Provence substituiu o Bretagne como capitânia da frota em 1º de setembro.

### 1924–1939

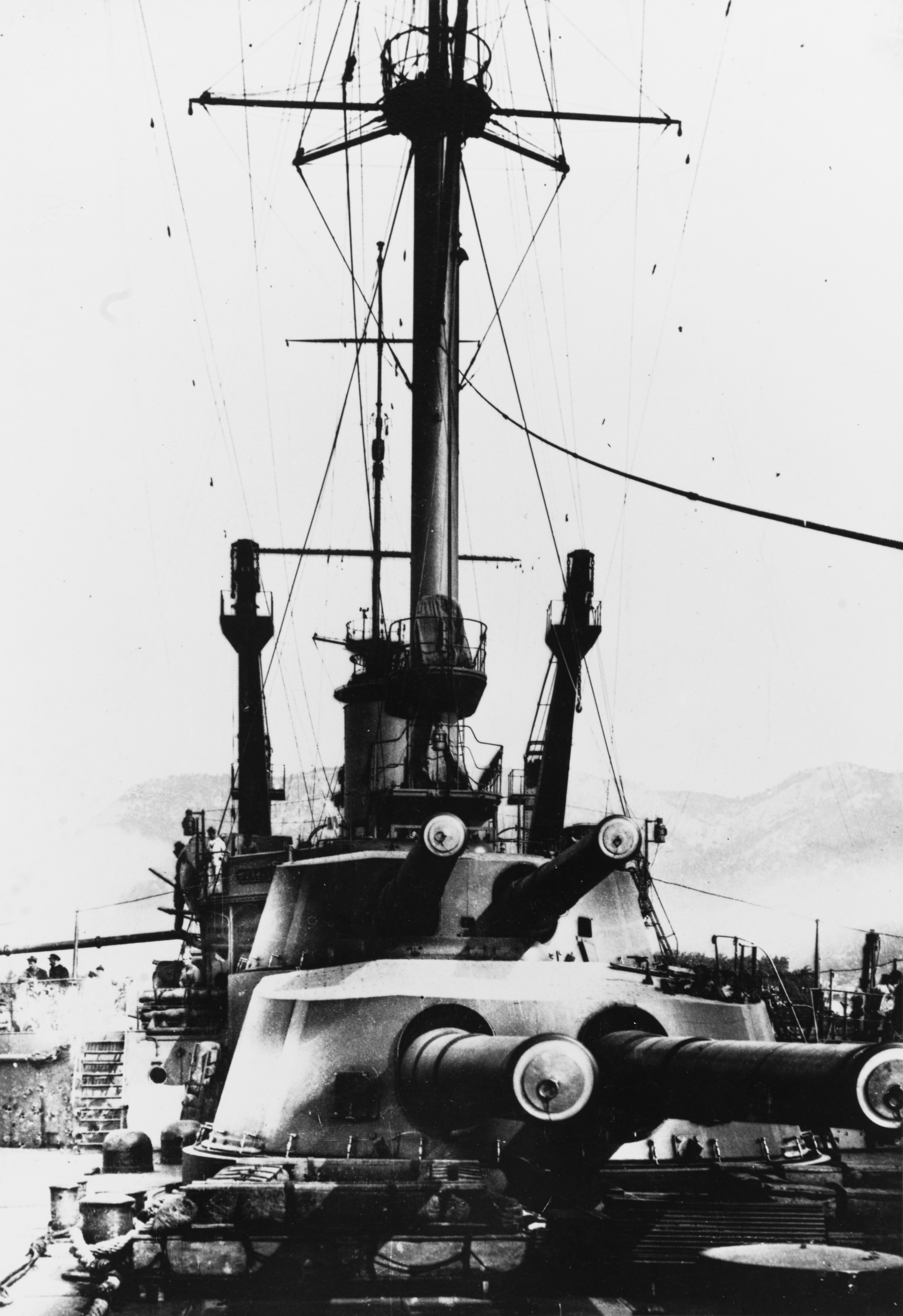
Torres de popa do Bretagne, 1919

Ela recebeu uma grande reforma em Toulon de 1º de maio de 1924 a 28 de setembro de 1925, durante a qual a elevação de seu armamento principal foi aumentada para 23°, dando a seus canhões um alcance máximo de 23.700 metros e dois telêmetros de alto ângulo de 1,5 metros foram adicionados para as armas AA. Parte da blindagem do casco dianteiro foi removida para aliviar a proa e aumentar a borda livre dianteira, um grupo de caldeiras foi convertido para uso a óleo e as plataformas de lançamento foram removidas. O navio retomou sua posição como capitânia do Esquadra Mediterrâneo quando sua reforma foi concluída. O Bretagne transportou o Ministro da Marinha, Georges Leygues, para Malta para uma visita oficial no período de 27 de abril a 1º de maio de 1926. O Provence reassumiu o papel de capitânia da frota em 1º de outubro de 1927, quando o Bretagne se preparou para iniciar uma reforma para revisar suas caldeiras, que começou em 15 de novembro e durou até 12 de maio de 1928. A Marinha aproveitou a oportunidade para atualizar seus sistemas de controle de tiro, substituindo seu modelo Vickers por um sistema francês Saint Chamond-Granat em uma torre de controle de direção (DCT) e substituiu todos os seus telêmetros originais, com exceção do de 2 metros em cada torre. Um par de telêmetros de 4,57 metros foram adicionados no teto da torre de comando, outro no DCT no topo do mastro dianteiro e outro na base do mastro principal. Um telêmetro de 3 metros foi adicionado ao DCT para medir a distância entre o alvo e os respingos dos projéteis, e um telêmetro de 8,2 metros foi instalado no teto do torre número 2. Diretores com telêmetros de 2 metros também foram adicionados pra controlar os canhões secundários.
Em 3 de julho de 1928, Bretagne, Provence e seu navio-irmão Lorraine participaram de uma revisão da frota pelo presidente da França, Gaston Doumergue, em Le Havre e passaram o ano seguinte no Mediterrâneo. Bretagne, Provence e Paris participaram de outra revisão de frota realizada por Doumergue em 10 de maio de 1930, que comemorou o centenário da conquista da Argélia. Em 1º de outubro de 1930, o Bretagne foi decomissionado em antecipação a uma modernização que começou em 1º de julho de 1932. Suas caldeiras originais a carvão foram substituídas por novas e menores, a óleo, o que permitiu a construção de que a segunda sala de caldeira fosse convertida em um tanque de óleo. Isso aumentou sua capacidade de combustível para 2.500 toneladas longas. Turbinas de cruzeiro Parsons com engrenagens foram instaladas nos eixos propulsores internos e as turbinas externas de alta pressão foram substituídas. Os quatro canhões traseiros de 138 milímetros foram removidos, e suas casamatas foram revestidas. Os quatro canhões antiaéreos de 75 milímetros Modelo 1918 foram substituídos por oito canhões de 75 mm Modelo 1922, e os tubos de torpedo foram removidos. Um novo DCT foi instalado, assim como um par de diretores antiaéreos equipados com telêmetros de 2 metros.
Após a modernização ter sido concluída em 12 de novembro de 1934, o Bretagne permaneceu em Toulon para trabalhar até 11 de maio de 1935, quando partiu para se juntar aos seus irmãos na 2ª Divisão da 2ª Esquadra de Batalha para manobras ao largo dos Açores. Os navios também fizeram visitas aos portos das ilhas e do Marrocos francês antes de navegar para Brest, onde chegaram em 16 de junho. À medida que as tensões com a Alemanha nazista aumentavam, o comando naval francês decidiu que a esquadra baseada em Brest deveria ser reforçado para dissuadir a Alemanha, então Bretagne e seus irmãos ficaram estacionadas lá durante a maior parte do resto da década.  Mais tarde, em junho de 1934, o Bretagne participou de exercícios com a frota combinada. Ele foi brevemente reformado de 29 de outubro a 3 de dezembro. Junto com o Provence, o Bretagne realizou exercícios de artilharia em Groix, na Bretanha, de 7 a 11 de julho. Em 15 de agosto, a 2º Esquadra foi renomeada para Esquadra do Atlântico (Escadre de l'Atlantique). A partir de 1936, todas os três navios-irmãos tiveram seus telêmetros de 4,57 metros substituídos por telêmetros de 5 metros. A 2ª Divisão de Batalha visitou portos nos Açores, Madeira, Cabo Verde português e Marrocos francês, retornando a Brest em 26 de fevereiro de 1937. Mais tarde naquele ano, o Ministro da Marinha Alphonse Gasnier-Duparc revisou as esquadra combinados do Atlântico e do Mediterrâneo em 27 de maio, após as manobras da frota daquele ano. A partir de 1938, os navios-irmãos substituíram o telêmetro do DCT por um de modelo de 8 metros. Bretagne concluiu uma reforma em 1 de outubro de 1938 e trabalhou até maio de 1939. A 2ª Divisão de Batalha foi transferida para a Esquadra do Mediterrâneo em 10 de junho de 1939.

### Segunda Guerra Mundial

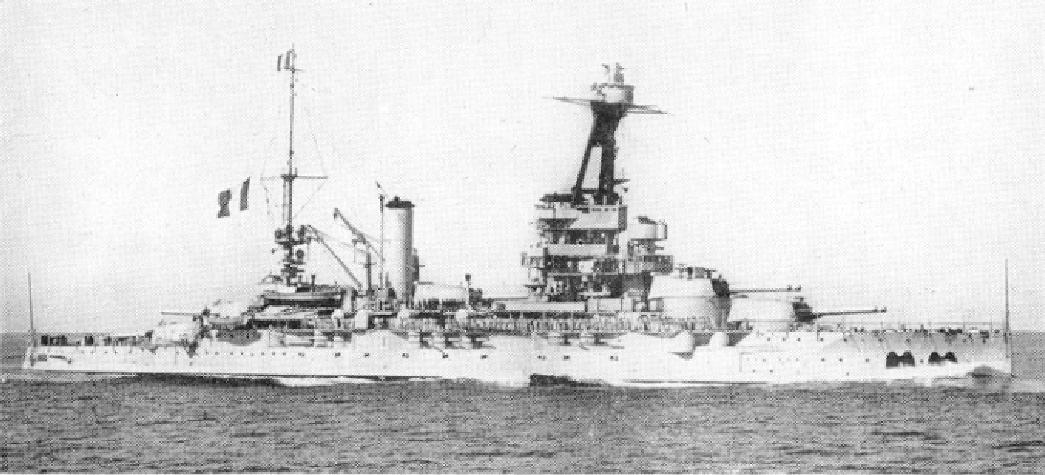
Provence após sua modernização em 1934

No início da Segunda Guerra Mundial, em setembro de 1939, a divisão estava sediada em Toulon. Na época, a Itália era neutra, portanto não havia ameaça imediata no Mediterrâneo. No entanto, os navios-irmãos escoltaram comboios de tropas entre a França e o Norte da África Francesa de 1 de setembro a 5 de outubro. Em 4 de dezembro, Bretagne e Provence, juntamente com os cruzadores Colbert, Dupleix e Primauguet e vários contratorpedeiros e submarinos operaram em Dacar, na África Ocidental Francesa, em busca de ladrões de navios mercantes e navios de bloqueio alemães, sem sucesso. Por volta de meados do mês, a força-tarefa começou a retornar ao Mediterrâneo. Após retornar a Toulon, o Bretagne passou por uma ampla reforma, que durou até 3 de março de 1940, durante o qual seu telêmetro de 8 metros foi substituído por um de 12 metros.
Em 11 de março, deixou a França carregando 1.820 caixas de barras de ouro do tesouro francês, juntamente com o cruzador pesado Algérie, que transportou outras 1.179 caixas. Esses dois navios foram designados Força X. Eles chegaram em Halifax, Nova Escócia, em 22 de março. Na viagem de volta, eles escoltaram dois navios mercantes americanos transportando 82 aeronaves compradas pela França e chegaram a Toulon em 10 de abril. Cinco dias depois, o Bretagne navegou para Oran, na Argélia Francesa, junto com o Lorena, chegando no dia 18, onde se juntaram ao Provence. Em 27 de abril, a 2ª Divisão de Batalha foi transferida para Argel e depois para Alexandria, Egito. O Bretagne e seus navios-irmãos passaram pelo Estreito da Sicília em 30 de abril, cobertos pela 3ª Divisão de Cruzadores Francesa a caminho de Alexandria. Ainda a caminho, encontraram os navios de guerra britânicos HMS Royal Sovereign e Malaya, após o que os cruzadores partiram, deixando os navios de guerra para continuarem em direção ao seu destino, onde foram designados para uma nova Força X.
Como a guerra com a Itália se tornou cada vez mais provável após a invasão da França pela Alemanha em 10 de maio, o comando naval anglo-francês decidiu concentrar forças navais no Mediterrâneo ocidental. Bretagne e Provence foram chamados de volta da Força X; eles deixaram Alexandria em 20 de maio, e seu lugar na Força X foi ocupado por dois cruzadores. Bretagne e Provence navegaram juntos com dois contratorpedeiros e chegaram a Bizerte em 23 de maio. O almirante François Darlan, comandante-em-chefe da Marinha Francesa, decidiu que todos os navios capitais deveriam ser concentrados em Mers El Kébir, então ele os instruiu a navegar até lá. O Bretagne e o Provence chegaram em 27 de maio, onde se encontraram com a Force de Raid, os navios mais modernos da França, em um esforço malsucedido para dissuadir a Itália de entrar na guerra.

#### Perda

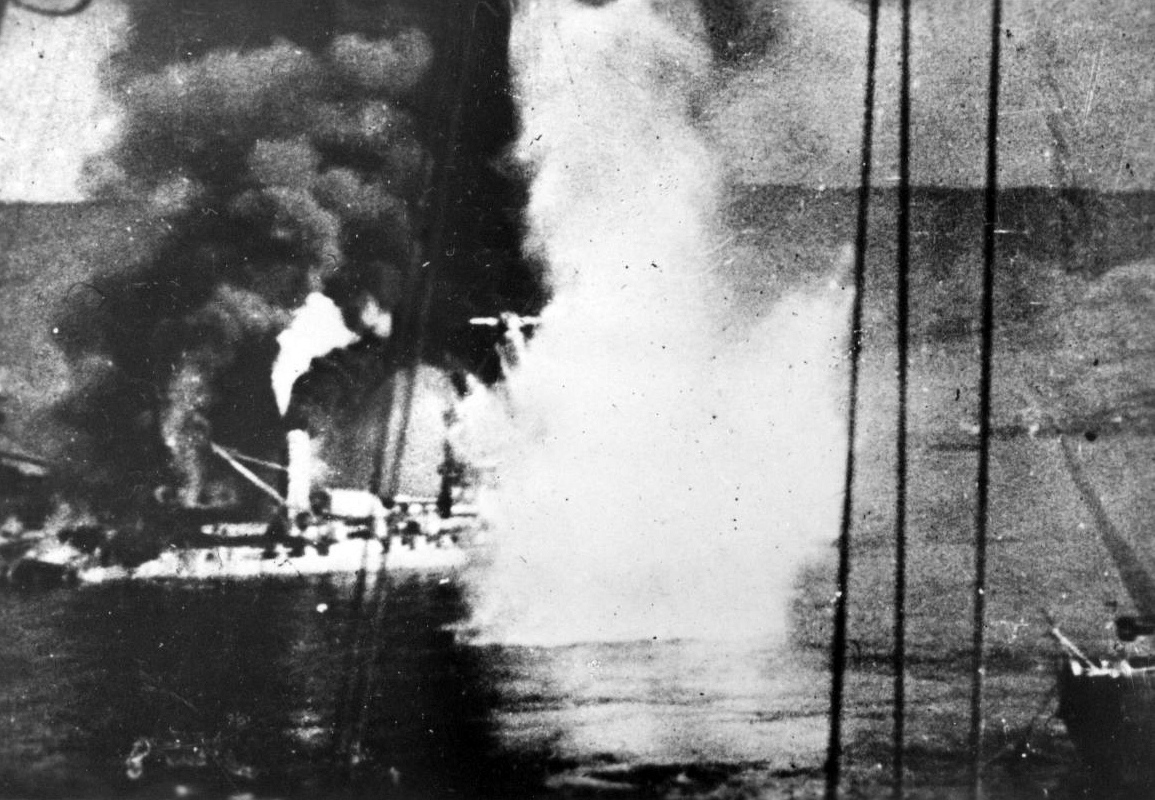
Bretagne, parcialmente obscurecido pelo respingo do projétil, está em chamas e afundando pela popa, 3 de julho de 1940

Após a rendição da França em 22 de junho, a frota francesa deveria ser desarmada sob supervisão alemã e italiana. O alto comando britânico, no entanto, estava preocupado que os navios fossem apreendidos pelas potências do Eixo e colocados em seu serviço. As marinhas do Eixo superariam em número a Marinha Real Britânica. O primeiro-ministro Winston Churchill ordenou, portanto, ao vice-almirante sir James Somerville, comandante da Força H, que neutralizasse a frota francesa em Mers-el-Kébir. Ele foi instruído a ordenar que os navios franceses cumprissem uma das várias opções possíveis: juntar os britânicos à França Livre, ou mover os navios para possessões francesas como a Martinica, onde ficariam fora do alcance das potências do Eixo, ou movê-los para os Estados Unidos, onde seriam internados, ou afundariam ou seriam afundados. Em 3 de julho, Somerville chegou e entregou o ultimato. Após dez horas de discussões e da rejeição francesa de qualquer parte do ultimato, os navios britânicos abriram fogo.
A Bretanha, que permaneceu em Mers El Kébir desde que foi colocada lá um mês antes, foi atingida por quatro projéteis de 381 milímetros de Hood, Resolution e Valiant (nenhuma navio é creditado individualmente). Os dois primeiros projéteis atingiram simultaneamente às 16:59 na terceira salva. O primeiro atingiu o navio perto da torre nº 4, causando uma grande explosão que lançou chamas até o topo do mastro e abriu um buraco na lateral do casco. A inundação resultante limitou o efeito da explosão no navio. O segundo projétil atingiu a linha d'água e detonou na sala de máquinas central, matando todos os marinheiros, exceto um. Ele cortou toda a energia e danificou o sistema de comunicação interna da nave. Sete minutos depois, outros dois grandes projéteis atingiram o Bretagne . Um deles detonou perto da torre nº 3 e acendeu alguns projéteis prontos para uso que estavam armazenados em armários próximos às montagens antiaéreas. Às 17h09, uma grande explosão ocorreu no navio, que capotou e virou, causando a perda de 36 oficiais, 151 suboficiais e 825 marinheiros. A Société de material naval du Midi tentou resgatar o naufrágio no final de 1942, mas foi cancelada depois que um mergulhador ficou gravemente ferido por uma explosão ao tentar cortar o casco com um maçarico de oxiacetileno. A empresa Serra Frères resgatou o naufrágio do Bretagne, desmontando o navio para sucata a partir de 1952 e concluindo o trabalho em 21 de dezembro de 1954.